# Koji Nishimura
Koji Nishimura (西村 弘司 Nishimura Koji?), född 7 juli 1984 i Mie prefektur, är en japansk fotbollsspelare.
Nishimura började sin karriär 2003 i Kyoto Purple Sanga (Kyoto Sanga FC). Han spelade 39 ligamatcher för klubben. 2008 flyttade han till Nagoya Grampus. Med Nagoya Grampus vann han japanska ligan 2010. Han avslutade karriären 2016.